# 2620 Santana
2620 Santana este un asteroid din centura principală, descoperit pe 3 octombrie 1980, de Zdeňka Vávrová.